# 藤川一秋
藤川 一秋（ふじかわ いっしゅう、本名・かずあき、1914年9月14日 - 1992年8月17日）は、日本の実業家、政治家。参議院議員（1期）。トピー工業社長。

## 経歴
愛知県額田郡額田町（現岡崎市）の農家に生まれる。尋常小学校高等科を卒業後、愛知県庁に勤務。1935年（昭和10年）、上京して報知新聞社に入社。1939年（昭和14年）、東京シヤリングに転職。1943年（昭和18年）10月、東京シヤリングは宮製鋼所と合併し東都製鋼が発足。1946年（昭和21年）、同社の取締役に抜擢された。常務を経て1947年（昭和22年）に社長に就任。1952年（昭和27年）、車輪工業社長を兼務。1953年（昭和28年）に慶應義塾大学通信教育課程経済学科卒業。
1964年（昭和39年）7月に東都製鋼、車輪工業、東都造機、東都鉄構の4社を合併しトピー工業株式会社を設立した。初代社長に就任。1968年（昭和43年）に社長を退き、会長職に就いた。
1974年（昭和49年）7月、第10回参議院議員通常選挙に自由民主党公認で愛知県選挙区から出馬し初当選。
1977年（昭和52年）11月28日に発足した福田赳夫改造内閣で行政管理政務次官を務めた。1980年（昭和55年）の参院選には出馬せず、そのまま政界を引退した。1984年（昭和59年）11月、勲二等瑞宝章を受章。
次男の藤川千秋が1986年（昭和61年）の第38回衆議院議員総選挙（旧愛知4区）に無所属で、1996年（平成8年）の第41回衆議院議員総選挙（愛知14区）に民主党公認で出馬しているが、いずれも落選している。
1992年（平成4年）8月17日、腎不全のため慶應義塾大学病院で死去。77歳没。死没日をもって従四位に叙される。